# Danijela Martinović
Danijela Martinović (Split, 15. srpnja 1971.) hrvatska je pjevačica. Od 1991. do 1996. bila je članicom grupe Magazin, a potom je započela solističku karijeru. Predstavljala je Hrvatsku na Eurosongu 1995. i 1998. godine. Najpoznatije su joj pjesme "Sve što srce poželi", "Da je slađe zaspati", "Zovem te ja", "Neka mi ne svane", "Dobro je", "Pleši sa mnom", "Ovako ne mogu dalje", "Brodolom" i mnoge druge.

## Životopis

### Početak karijere
Na hrvatskoj glazbenoj sceni Danijela se pojavila krajem 1980-ih godina 20. stoljeća. Zapažena je na Splitskom festivalu 1989. godine s pjesmom Zumbuli. Početkom 1991. godine postaje (nakon odlaska iz grupe Ljiljane Nikolovske) pjevačica grupe Magazin s kojom snima tri albuma. Godine 1995. s Magazinom i opernom pjevačicom Lidijom Horvat Dunjko, nastupa na Eurosongu s pjesmom Nostalgija i osvaja 6. mjesto. Godine 1996. odlazi iz grupe te počinje samostalnu karijeru. Njen prvi samostalni album "Zovem te ja" u izdanju Croatia Recordsa otvorio je put njenim visokotiražnim izdanjima, koja su se kasnije potvrdila i drugim albumom "To malo ljubavi", koji je do sada prodan u preko 100.000 primjeraka, za što je i dobila nekoliko zlatnih i platinastih ploča. No taj uspjeh nije zabilježen samo u Hrvatskoj, već se plasirao i u Sloveniji gdje je Danijela najtiražniji izvođač, za što je također dobila zlatnu i platinastu ploču.
Uspjeh nije zaostao ni u Makedoniji gdje je također proglašena izvođačem 1999. godine, kada je održala pet uzastopnih koncerata u Univerzalnoj dvorani u Skopju, što je bilo popraćeno mnogim tiskovnim, TV i radio medijima kao veliki uspjeh. U povijesti hrvatske diskografije Danijela Martinović proglašena je najtiražnijim izvođačem. Godine 1998. s pjesmom "Neka mi ne svane" pobjeđuje na Izboru hrvatske pjesme za pjesmu Europe "Dora '98." s tom pjesmom predstavlja Hrvatsku na Izboru pjesme za pjesmu Europe "Eurosong 98.", gdje osvaja peto mjesto. Iste godine proglašena je pjevačicom godine na više od 50 radio postaja, a istom titulom proglašavaju je i tiskovni mediji među kojima je i "Večernji list" koji joj dodjeljuje nagradu "Večernjakova ruža". Po glasovima radio, TV i tiskovnih medija proglašena je dvije godine uzastopce pjevačicom godine.

### Karijera od 2000. do danas
U prosincu 1999. godine izdaje svoj treći samostalni album pod nazivom "I po svjetlu i po mraku" koji je prodan u više od 45.000 primjeraka u nepunih mjesec dana za što joj je bila uručena zlatna ploča, a dvije godine kasnije, 2001. godine izdaje svoj četvrti album "Pleši sa mnom", na kojem se našao i veoma uspješan duet s Kemalom Montenom "Ovako ne mogu dalje".
Godine 2003. godine snimila je peti po redu album "Božić s Danijelom", s tradicionalnim božićnim repertoarom. Sav prihod od prodaje albuma bio je namijenjen u humanitarne srvhe, a dvije godine kasnije, 2005. godine pred prepunom Koncertnom dvoranom Vatroslava Lisinskog ostvaruje koncertnu izvedbu navedenog izdanja koncert "Božić s Danijelom, a sav novac je poklonila u humanitarne svrhe.
Godine 2005. izdaje i promovira svoj šesti album "Oaza", a 2006. godine objavljuje svoj sedmi studijski album  "Canta y baila con Danijela", na kojem se našle njezine dotadašnje uspješnice u latino aranžmanima, a kojim počinje i diskografska suradnja s diskografskom kućom Dallas Records. Samo par mjeseci kasnije, u prosincu, Danijela je postala i vlasnica svog prvog parfema. Na prigodnoj promociji u hotelu u Zagrebu, Danijela je promovirala svoj prvi parfem "La la", a iste godine izdaje i svoju prvu knjigu za djecu "DaMa".
Godine 2007. vraća se na Splitski festival s posljednjom pjesmom Đorđa Novkovića "Na po mi srce živi", koju je Đorđe napisao neposredno prije iznenadne smrti u svibnju iste godine. 
Sljedeće godine izdaje album "Nek živi ljubav – Danijela pjeva hitove Đorđa Novkovića", projekt koji je Đorđe Novković idejno osmislio i započeo za života, a koji naišao na fascinantan odaziv publike. Album doživljava zlatnu tiražu samo par mjeseci nakon njegova izlaska u Hrvatskoj i Sloveniji. Iste godine u sudjeluje na HRF-u s pjesmom "Ko će tebe mi zaminit" na kojoj se kao aranžer potpisuje jedan od najpopularnijih glazbenih producenata i aranžera Mato Došen, a opet ne zaobilazi ni Splitski festival, gdje se pojavljuje se pjesmom "Evo mene" autora Marka Tomasovića .
Godine 2010. snima duet "Zarobljenik uspomena" s Halidom Bešlićem. Duet je bio drugi najavni singl s albuma "Unikat", pored već ranije objavljenog singla „Danijela časti“. Treći singl „Pola, pola“ koji se u eteru pojavio u jesen, doživio i svoje video izdanje u režiji Darka Drinovca u kojem se zajedno s Danijelom pojavljuje i sjajan glumac Petar Ćiritović.
Nakon trećeg singla „Pola, pola“ koji u kratko vrijeme zauzima top liste hrvatskih i slovenskih radijskih postaja, Danijela nakon 2 godine pomno odabiranih skladbi izdaje svoj deveti samostalni studijski album "Unikat", koji se u prodaji pojavio na Valentinovo, 14. veljače 2011. godine i to u regularnom i ograničenom izdanju. Nedugo nakon samog izlaska, Danijela priređuje i slovensko-hrvatsku promociju albuma „Unikat“ priređenu u Brežicama u Sloveniji. Nedugo nakon izlaska, album "Unikat" je u prvih mjesec dana prodaje postao jedan od najprodavanijih albuma u Hrvatskoj i Sloveniji.
Godine 2012. nastupa na Splitskom festivalu s pjesmom "Brodolom", s kojom osvaja nagradu "3. nagrada publike, Brončani galeb". Krajem iste godine objavljuje novu uspješnicu singl "Raspašoj". Sljedeće godine nastupa ponovo na Splitskom festivalu s pjesmom "Cappuccino" i osvaja nagradu za najbolji scenski nastup.

### Privatni život
Od 1995. do 1998. godine bila je u braku s pjevačem Markom Perkovićem, poznatijim kao Thompson. Kći je Ivana Martinovića te sestra pjevačice Izabele Martinović. Od 1999. do 2021. godine bila je u vezi s poznatim glazbenikom Petrom Grašom. Trenutačno živi u Zagrebu.

## Diskografija
Studijski albumi
- 1996. - Zovem te ja
- 1998. - To malo ljubavi
- 1999. - I po svjetlu i po mraku
- 2001. - Pleši sa mnom
- 2003. - Božić s Danijelom
- 2005. - Oaza
- 2006. - Canta y baila con Danijela
- 2011. - Unikat

Kompilacijski albumi
- 2001. - Najbolje godine
- 2006. - Zlatna kolekcija
- 2010. - Najljepše ljubavne pjesme
- 2014. - The best of collection

## Vanjske poveznice
- Diskografija